# Попов Сергій Борисович (астрофізик)
Сергій Борисович Попов (8 грудня 1971, Москва) — російський астрофізик і популяризатор науки, доктор фізико-математичних наук, провідний науковий співробітник Державного астрономічного інституту імені Штернберга, професор.

## Біографія
Народився 8 грудня 1971 року в Москві. Закінчив фізичний факультет МДУ (1995) та аспірантуру (1998). Під час навчання у МДУ працював учителем фізики старших класів у московській школі № 548. 1998 року захистив дисертацію кандидата фізико-математичних наук «Популяційний синтез подвійних систем після спалаху зореутворення та еволюція одиночних нейтронних зір». 2011 року захистив дисертацію доктора фізико-математичних наук «Магніто-обертальна еволюція та популяційний синтез одиночних нейтронних зірок».
Провідний співробітник Державного астрономічного інституту імені Штернберга. Опублікував понад сто наукових праць, у тому числі в журналах «Успіхи фізичних наук» та «Astronomy and Astrophysics». Займається нейтронними зорями та чорними дірами.
Багато часу приділяє популяризації науки. Пише науково-популярні статті до Газети.Ru, журналу «Звездочёт», на сайтах «Русский переплёт», «Астронет», Scientific.ru. Виступає з публічними лекціями на науково-популярних фестивалях, в просвітницькому центрі «Архе», в лекторії «Прямая речь». Запрошувався в ефір радіостанції «Маяк» у програму «Профілактика». Є одним із організаторів та постійним доповідачем на щорічному Всеросійському фестивалі любителів астрономії «Астрофест».
Автор науково-популярних книг «Зорі: життя після смерті» (2007), «Супероб'єкти: зорі розміром з місто» (2016), «Всесвіт. Короткий путівник простором і часом: від Сонячної системи до найдальших галактик і від Великого вибуху до майбутнього Всесвіту» (2018).
Член Міжнародного астрономічного союзу. Входив до редакційної ради газети науковців та наукових журналістів «Троицкий вариант».

## Суспільна позиція
У лютому 2022 року підписав відкритий лист російських науковців з засудженням вторгнення Росії в Україну, а за кілька місяців покинув Росію.

## Визнання
Лауреат фонду «Династія» (2015). Лауреат державної премії «За вірність науці» як найкращий популяризатор 2015 року.
У 2016 році його книга «Супероб'єкти: Зорі розміром з місто» потрапила в лонг-лист премії «Просветитель».
У 2017 році за книгу «Супероб'єкти: Зорі розміром з місто» отримав Премію Олександра Бєляєва.
Книга «Всесвіт. Короткий путівник простором та часом: від Сонячної системи до найдальших галактик і від Великого вибуху до майбутнього Всесвіту» отримала високі оцінки експертів програми «Всенаука» і в лютому 2021 стала доступною для безкоштовного читання.